# Église Saint-Didier de Laignes
Pour les articles homonymes, voir Église Saint-Didier.
L'église Saint-Didier est une église catholique située à Laignes en Côte-d'Or, en France.

## Localisation
L'église Saint-Didier est située dans la région Bourgogne-Franche-Comté, dans le département français de la Côte-d'Or, sur la commune de Laignes.

## Historique
Début de la construction au XIIe siècle. Remaniements au XVe siècle et XVIe siècle.

## Description

### Architecture
L'église Saint-Didier, de style roman, date du début du XIIIe siècle pour la nef centrale et ses collatéraux et de la fin du XVe siècle pour la partie haute avec un chœur polygonal et un double transept gothique avec baies.
La tour du clocher, bâtie sur la croisée, est surmontée d'un toit en pavillon et d'une flèche.

### Mobilier
On peut noter la présence :
- de boiseries Renaissance du chœur et des entourages de portes ;
- d'une piscine ouvragée de même époque incluses dans la paroi ;
- de nombreux bustes reliquaires en bois doré et peint dont un de Saint Bénigne,
- d'un ensemble de statues des XVIe siècle et XVIIe siècle en pierre polychrome dont quatre sont classés au monument historique en 1964 : Saint Roch, Piéta, Saint Joseph et Sainte Barbe. Mais également Ecce Homo, Sainte Anne et la Vierge enfant inscrites à l'Inventaire général du patrimoine culturel ;
- des tableaux du XVIIe siècle et XIXe siècle : saint Didier, Vierge à l’Enfant, la Cène, l’adoration du Sacré Cœur, le baptême de saint Symphorien par saint Bénigne, la mise au tombeau, Ecce Homo, Piéta, Saint Eloi[3].

## Protection
L'église Saint-Didier est classée monument historique par arrêté du 17 juin 1930.